# Asai Chu
Asai Chū (浅井 忠, 22 de julio de 1856-16 de diciembre de 1907) fue un pintor japonés, conocido por ser pionero en el desarrollo del movimiento artístico yōga (estilo occidental) a finales del siglo XIX y principios del XX de la pintura japonesa del siglo XX.
Este estilo supuso la modernización de la pintura japonesa  y la entrada al país nipón de las técnicas pictóricas europeas.

## Trabajos notables
- Spring Ridge (春畝 Shunbo?), 1903, Tokyo National Museum, National Important Cultural Property
- Harvest (収穫 Shukaku?), 1904, Tokyo University of the Arts, National Important Cultural Property.[2]

## Galería

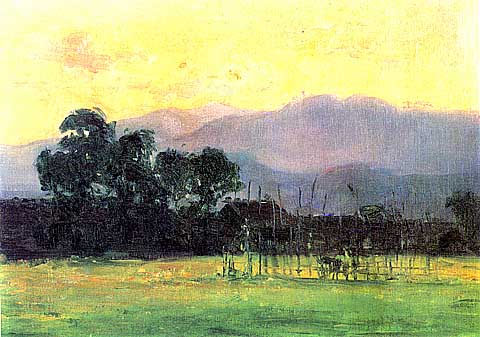
Morning Sun
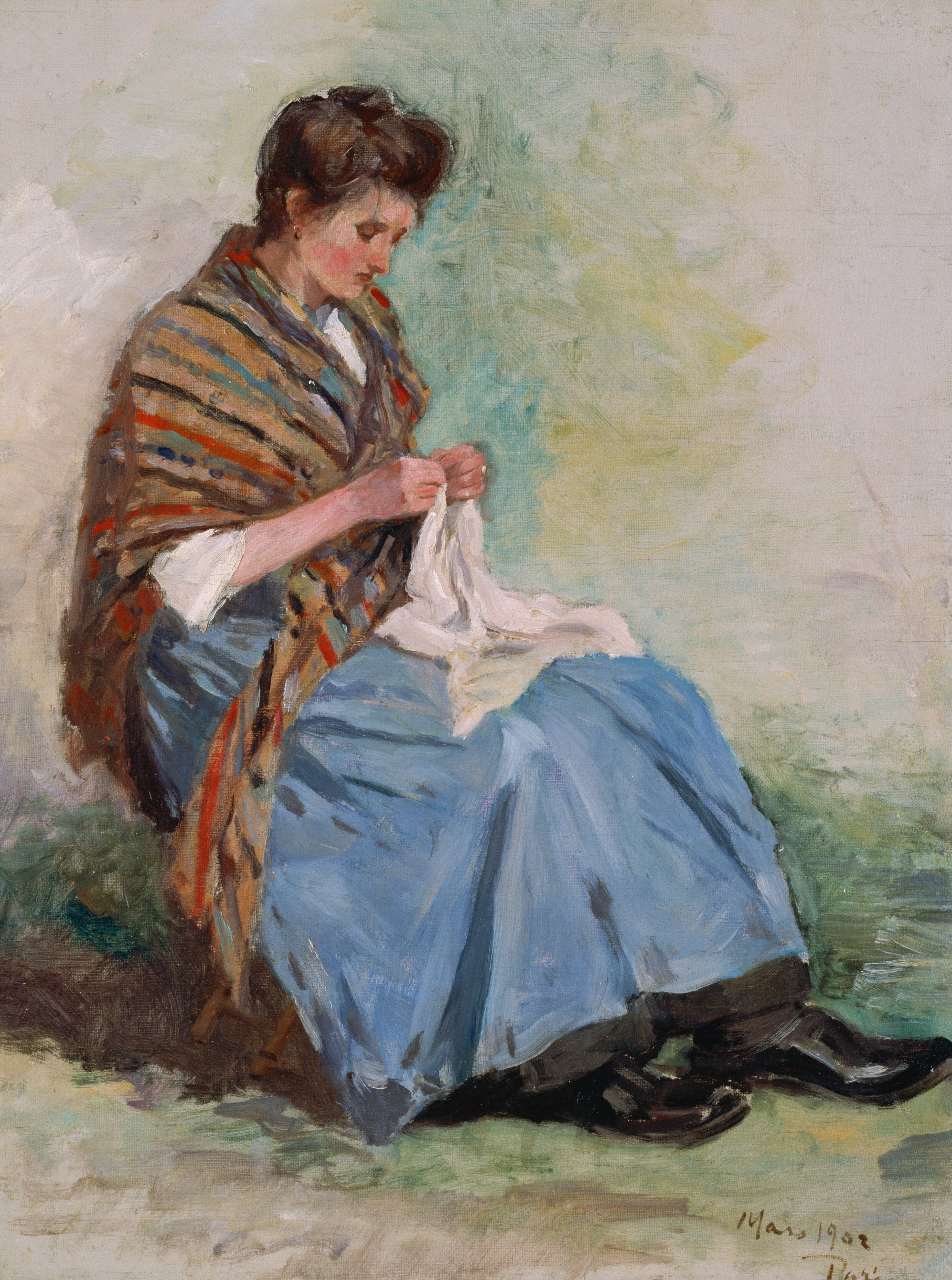
Sewing Woman
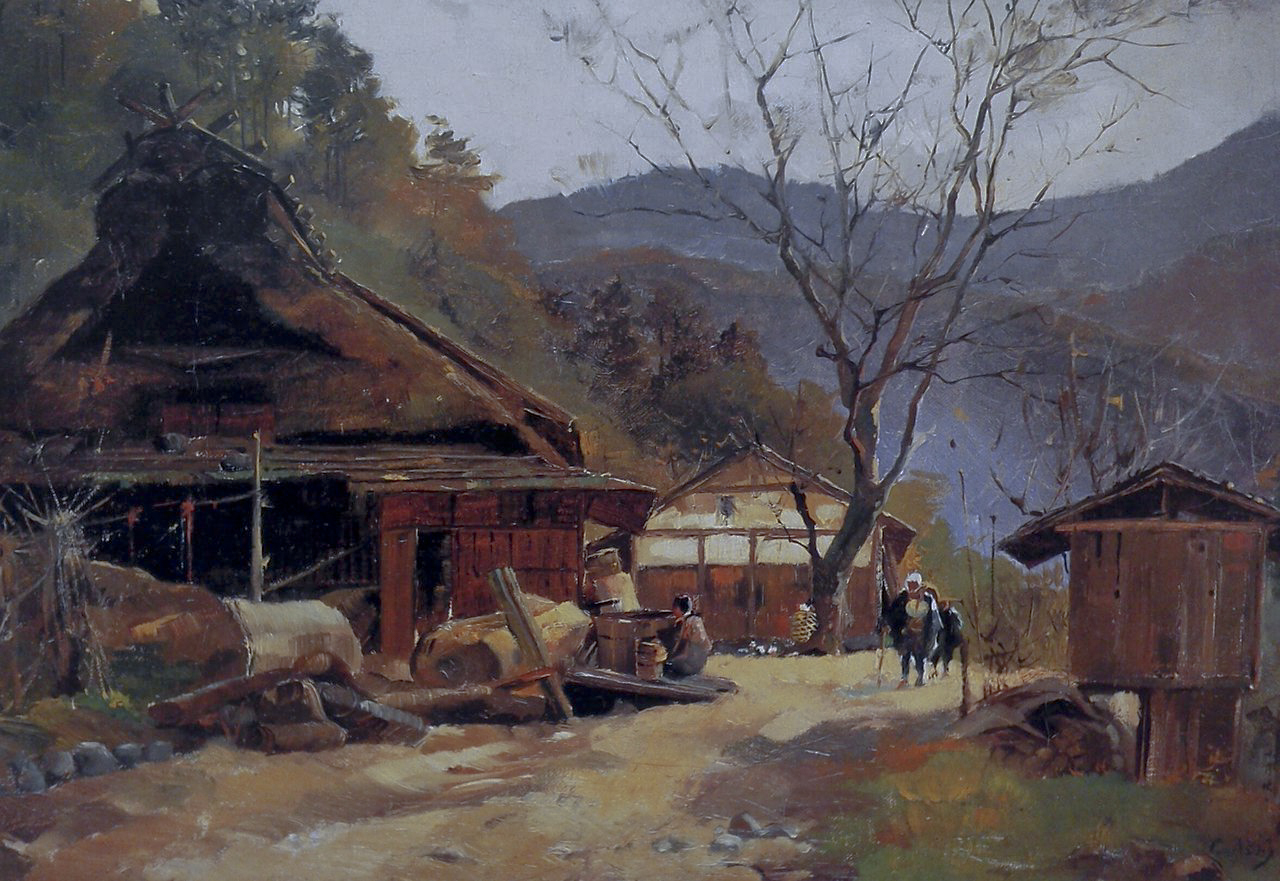
The Village Kotaba
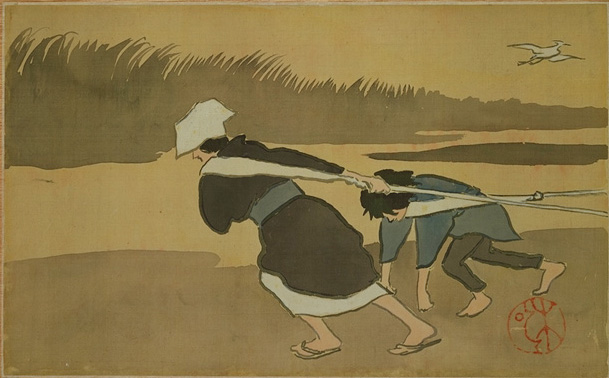
Pulling Boat
Spring Ridge